# Smeringochernes carolinensis
Smeringochernes carolinensis är en spindeldjursart som beskrevs av Beier 1957. Smeringochernes carolinensis ingår i släktet Smeringochernes och familjen blindklokrypare. Inga underarter finns listade i Catalogue of Life.